# Historique des niveaux d'alerte du plan Vigipirate
 (avril 2022).
Si vous disposez d'ouvrages ou d'articles de référence ou si vous connaissez des sites web de qualité traitant du thème abordé ici, merci de compléter l'article en donnant les références utiles à sa vérifiabilité et en les liant à la section « Notes et références ».

Logo du plan Vigipirate

Cet article recense les différents niveaux d'alerte du plan Vigipirate en France. Il existe aujourd'hui trois niveaux d'alerte.

## Le premier déclenchement en 1991
| Date            | Description                                                       |
| --------------- | ----------------------------------------------------------------- |
| 2 janvier 1991  | Premier déclenchement du plan dans le cadre de la guerre du Golfe |
| 17 janvier 1991 | Passage en phase 2 dans le cadre du début des frappes             |
| 26 avril 1991   | levée                                                             |

## 1995-2003
| Date              | Description |
| ----------------- | --- |
| 8 septembre 1995  | Déclenchement après l'explosion d'une voiture piégée devant une école juive de Villeurbanne (Rhône)                                                                        |
| 15 janvier 1996   | Allègement[réf. nécessaire] |
| octobre 1996      | Suspension[réf. nécessaire] |
| 3 décembre 1996   | Réactivation après l'attentat du RER B à Port-Royal |
| 1998              | Renforcement dans le cadre de la coupe du monde de football |
| 24 avril 1999     | Dans le cadre des frappes au Kosovo et en Serbie.[réf. nécessaire] |
| novembre 1999     | Réactivation en Corse, à la suite des attentats contre la DDE et l'URSAF à Ajaccio le 25 novembre.                                                                         |
| 27 décembre 1999  | Passage à l'an 2000 : les facteurs de risque sont le « bogue informatique, le terrorisme et les sectes » selon le ministre de l'intérieur                                  |
| 11 septembre 2001 | Réactivation[réf. nécessaire] à la suite des attentats du 11 septembre 2001 à New York                                                                                     |
| 5 juin 2002       | Prorogation par le nouveau premier ministre Jean-Pierre Raffarin du plan Vigipirate renforcé réactivé par Lionel Jospin à la suite des attentats du 11 septembre 2001      |
| 9 septembre 2002  | Prorogation du plan Vigipirate renforcé réactive à la suite des attentats du 11 septembre 2001                                                                             |
| 6 décembre 2002   | Renforcement. Fêtes de fin d'année. Les effectifs passent de quatre cents à huit cents hommes                                                                              |
| 20 mars 2003      | À la suite du déclenchement de la Guerre d'Irak, le plan Vigipirate est renforcé, et le nombre de militaires qui y contribuent passe de huit cents à plus de mille hommes. |

## 2003-2013: introduction de codes couleur
| Date              | Niveau national | Description |
| ----------------- | --------------- | --- |
| 20 mars 2003      | Orange          | Mise en œuvre de la réforme du plan Vigipirate avec introduction des niveaux de couleur dans le cadre de la guerre d'Irak |
| 17 mai 2003       | Orange          | À la suite des attentats du 16 mai 2003 à Casablanca |
| 2 octobre 2003    | Jaune           | Décision du premier ministre |
| 1er décembre 2003 | Orange          | Pour les fêtes. |
| 26 janvier 2004   | Jaune           | « appréciation actuelle de la menace » |
| 12 mars 2004      | Rouge           | Uniquement dans les transports terrestres, orange partout ailleurs ; à la suite des attentats à Madrid du 11 mars 2004. |
| 24 mai 2004       | Rouge           | Niveau rouge sur l'ensemble du territoire national pendant la semaine de l'anniversaire du débarquement en Normandie |
| 8 juin 2004       | Orange          | Décision du premier ministre |
| 8 juillet 2004    | Orange          | [réf. nécessaire] |
| 7 juillet 2005    | Rouge           | À la suite des attentats du 7 juillet 2005 à Londres. Il est prévu de déployer mille militaires en renfort des équipes de police et de gendarmerie. |
| 10 octobre 2005   | Rouge           | Adaptation des mesures[réf. nécessaire] |
| juillet 2006      | Rouge           | Adaptation des mesures[réf. nécessaire] |
| 16 décembre 2008  | Rouge           | Renforcement du dispositif de sécurisation à Paris et dans les grandes villes de province à la suite de la découverte d'explosifs au magasin Le Printemps. Le nombre d'agents passe de mille cinq cents à deux mille deux cents à Paris                                                              |
| Août 2010         | Rouge           | Renforcement des mesures de protection[réf. nécessaire] |
| Septembre 2010    | Rouge           | Renforcement du dispositif de sécurisation à Paris et dans les grandes villes de province[réf. nécessaire] |
| Octobre 2010      | Rouge           | En novembre 2010, 3 400 policiers et 980 gendarmes sont mobilisés quotidiennement dans le cadre du plan Vigipirate rouge renforcé. |
| Mai 2011          | Rouge           | À la suite de la mort d'Oussama ben Laden. Vingt-sept sites de l'agglomération parisienne font l'objet d'une vigilance soit systématique soit quotidienne. |
| 19 mars 2012      | Rouge           | \| Écarlate \| En région Midi-Pyrénées, en Aude et en Lot-et-Garonne du 19 au 24 mars 2012, pendant les attentats |
| 12 janvier 2013   | Rouge           | Passage au niveau « rouge renforcé » à la suite de l'opération Serval contre les djihadistes au Mali et l'opération de sauvetage de Buulo Mareer pour libérer Denis Allex otage français en Somalie, qui a échoué. Le renforcement concerne notamment la protection des gares et des lieux de culte. |
| 15 avril 2013     | Rouge           | Nouveau renfort du « rouge renforcé » à la suite de deux explosions au Marathon de Boston le lundi 15 avril 2013. Manuel Valls, ministre de l'Intérieur l'a annoncé le soir même. |
| Écarlate          |                 | |

## 2014-2016: code à deux niveaux
Entrée en vigueur : 20 février 2014

Vigilance permanente
Protection renforcée

| Alerte attentat |

| Alerte attentat |

| Alerte attentat |

| Alerte attentat |

## Depuis 2016: code à trois niveaux
Entrée en vigueur : 1er décembre 2016

Niveau minimal
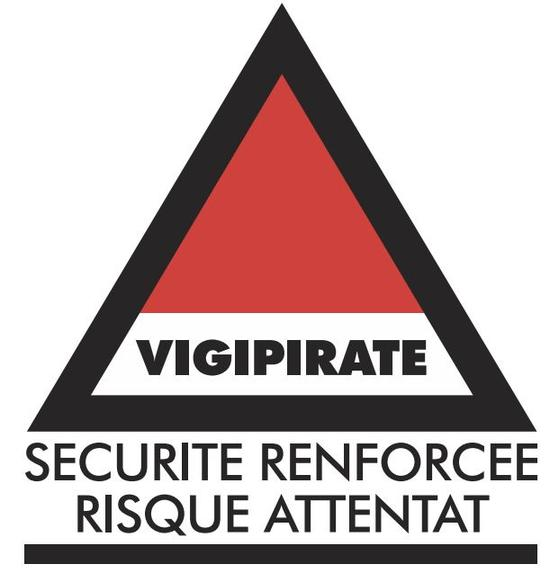
Niveau intermédiaire
Niveau maximal

| Urgence attentat |

| Urgence attentat |

| Urgence attentat |